# .257 Roberts
.257 Roberts, також відомий як .257 Bob, є набоєм середньої потужності .25 калібру. Його описують як найкращий компроміс між низьким відбоєм та пласкою траєкторією дрібних калібрів, таких як .22 та 6 мм, та високою енергією, але сильнішим відбоєм популярних мисливських калібрів, таких як родина 7 мм набоїв та популярні .30-06.
Діаметр кулі набою .257 Roberts становить .257 inches (6,5 мм, не треба плутати з більш відомим калібром 6,5 (6.5 Grendel, 6.5 Creedmoor) де використано кулю діаметром 6,7 мм/.264" або з пістолетним калібром .25 ACP яки насправді є .251 inches (6,35 мм). Набій .257 Roberts має кулі такого самого калібру, що і .250 Savage або більш потужний .25-06 Remington.

## Історія
Багато розробників набої в 1920-ті роки створювали різні набої калібру .25. Для роботи обирали недорогі гільзи набою 7×57mm Mauser, яка мала майже ідеальний об'єм для .25 калібру для використання тогочасних порохів. Зазвичай створення набою приписують Неду Робертсу. В 1934 році компанія Remington Arms представила власну комерційну версію такого набою, і хоча він не мав такі самі параметри як і кустарний набій Робертса, вони назвали набій .257 Roberts.
Зі своєї появи і до появи набоїв 6 мм, таких як .243 Winchester та 6mm Remington, він був дуже популярним набоєм. Хоча на сьогоднішній день він менш популярний за інші набої, він продовжував існувати завдяки гвинтівкам з ковзним затворами, які продають деякі провідні виробники.

## Переробка гвинтівки Арисака
Японська гвинтівка Арисака Type 38 потрапила до США в якості військових сувенірів, для використання в США їх переробляли під більш доступний набій .257 Roberts, оскільки набої 6.5×50mm Arisaka, які випускала компанія Norma Projektilfabrik A/S були дефіцитними. Дульце гільзи набою Roberts треба було трохи збільшити для ручного заряджання куль калібру 6,5 мм. Модифіковані гільзи набою Roberts інколи відомі як 6,5×.257 Roberts, хоча маркування на гільзі все ще може містити штамп .257 Roberts. Ні модифіковані набої .257 Roberts на оригінальні набої 6.5×50mm Arisaka не підходять для стрільби з гвинтівок Арисака з модифікованими патронниками.

## Продуктивність
З легкими кулями набій .257 дає легкий відбій та підходить для полювання на дрібну дичину. З важчими кулями набій можна використовувати для полювання на будь-яку дичину окрім великих тварин Північної Америки. Оригінальний заводський заряд дуже схожий на заряд набою .250-3000 Savage.

## Покращені набої
Компанія Ремінгтон представила комерційну версію цього популярного кустарного набою в якості набої з низьким тиском. В той час існувало багато зброї з застарілими затворами сумнівної міцності. В сучасній зброї та з ручним заряджанням, цей набій здатен помітно покращити продуктивність.
Серед покращень можна відмітити набій .257 Roberts(+P) який за стандартами SAAMI має максимальний тиск 58 000 psi (400 МПа) у порівнянні з тиском в 54 000 psi (370 МПа) стандартного набою .257 Roberts.
П.О. Оклі казав, що набій .257 Roberts Ackley Improved був мабуть найкориснішим серед набоїв. Набій Ackley Improved мав більш круте плече зі зменшеним конусом гільзи, для збільшення об'єму заряду.

## Порівняння
В таблиці нижче наведені дулова швидкість та дулова енергія кулі при стрільбі зі зброї з довжиною стволу 61 см (24 in) , окрім набоїв .250-3000 Savage де довжина стволу становила 56 см (22 in) та .257 Weatherby Magnum де довжина стволу становила 66 см (26 in).
| Набій                        | Вага кулі (г) | Вага кулі (гр) | Дулова швидкість (м/с) | Дулова швидкість (ft/s) | Дулова енергія (Дж) | Дулова енергія (ft·lbf) |
| ---------------------------- | ------------- | -------------- | ---------------------- | ----------------------- | ------------------- | ----------------------- |
| .250-3000 Savage             | 6,5 г         | 100 гр         | 887 м/с                | 2 911 фут/с             | 2 552 Дж            | 1 882 фут⋅фунтс         |
| .257 Roberts                 | 6,5 г         | 100 гр         | 920 м/с                | 3 020 фут/с             | 2 746 Дж            | 2 025 фут⋅фунтс         |
| .257 Roberts (+P)            | 6,5 г         | 100 гр         | 940 м/с                | 3 090 фут/с             | 2 870 Дж            | 2 120 фут⋅фунтс         |
| .257 Roberts Ackley Improved | 6,5 г         | 100 гр         | 983 м/с                | 3 226 фут/с             | 3 133 Дж            | 2 311 фут⋅фунтс         |
| .25 WSSM                     | 6,5 г         | 100 гр         | 1 010 м/с              | 3 313 фут/с             | 3 305 Дж            | 2 438 фут⋅фунтс         |
| .25-06 Remington             | 6,5 г         | 100 гр         | 1 013 м/с              | 3 324 фут/с             | 3 327 Дж            | 2 454 фут⋅фунтс         |
| .257 Weatherby Magnum        | 6,5 г         | 100 гр         | 1 070 м/с              | 3 512 фут/с             | 3 714 Дж            | 2 739 фут⋅фунтс         |